# Athletic Club de Boulogne-Billancourt (pelote basque)
Pour les articles homonymes, voir ACBB.
Cet article concerne la section pelote basque de l’ACBB. Pour le club omnisports, voir Athletic Club de Boulogne-Billancourt.
L'Athletic club de Boulogne-Billancourt pelote basque (ou ACBB pelote basque) est un club français de pelote basque basé à Boulogne-Billancourt, section du club omnisports de l'Athletic club de Boulogne-Billancourt.

## Historique
À son origine en 1935, le club, où sont pratiqués le rugby et la pelote basque, porte un nom gascon : Lou Païs AC. Il était dirigé par le Dr Reinhold, qui dut céder son poste en 1941 à Georges Deville, avec pour secrétaire Marc Provost. Ces derniers devinrent présidents des sections respectives quand les clubs boulonnais fusionnèrent en 1943 pour fonder l’Athlétic Club de Boulogne-Billancourt.
Les pelotaris pratiquaient au fronton Chiquito de Cambo, construit en 1924 à l’occasion des Jeux olympiques d'été de 1924 à Paris.
Dès 1937, 1er titre de champion de France à grand chistera avec Lucien Lécolle.
Après la guerre, les parties au fronton de Paris attirent la grande foule, parfois plusieurs milliers de spectateurs, plusieurs joueurs de grand renom signent alors au club.
- 1952 : à grand chistera, Michel Perrin, Henri Bernard et Charles-Henri Ermoni, font trembler les meilleurs. Aux championnats du monde à Saint-Sébastien, Perrin, prévu initialement, n’est que remplaçant, la fédération ayant préféré préserver l’homogénéité de la formation de Guéthary, qui remporte la victoire. Ermoni, avec quatre joueurs de Saint-Jean-de-Luz, empoche le titre à rebot contre l’Espagne.

- 1953 : Jean-Louis Devos est champion de France à grand chistera.

- 1974 : l’école de pelote, animée par le quinziste Jean-Claude Bordaisco, groupe près de 50 jeunes.

- 1976 : l’équipe de grand chistera Piquet-Fanion-Scatena à son zénith affronte Guéthary en finale nationale, sur la cancha de Bidart. Une pluie battante et la nuit tombante interrompent deux fois la partie. Elle reprend au bout de deux jours, sur le score de 0-14. L’ACBB devient le meilleur club au nord de l’Adour. Au cours des années qui suivent, l'ACBB se maintient dans les bons clubs de France, notamment avec Piquet, Yriex, Alègre qui obtiennent des résultats significatifs en challenge national.

- 1988 : ouverture d’un trinquet dans l’enceinte du fronton de Paris. L’ACBB adopte la pala, mais seulement au niveau loisir.

- 1990 : le grand chistera parisien végète, même le championnat régional disparaît faute de concurrents, l’ACBB étant le seul club survivant. Nanti d’une centaine de titres franciliens, il est pourtant bien près de s’éteindre.

- 2003 : renaissance du chistera sous l’impulsion de l’ACBB.

- 2004 : l’ACBB recrée une école de pelote et des équipes de compétition à pala en extérieur et en trinquet.

- 2005 : un autre club de chistera s’est créé. L’ACBB remporte 2 titres régionaux.

- 2006 : l’ACBB aligne 4 équipes seniors de chistera et 2 cadettes au championnat d’Île-de-France. En outre, il a recréé un groupe de joueurs de main nue, spécialité abandonnée en Île-de-France.

- 2010 : sous l'impulsion de Georges Cedhié, le club obtient des réussites avec Behastéguy, Bordenave, Alègre, Carriotoglou, Echaïde, Aretche… Il atteint les quarts de finale du championnat et obtient des succès sur les frontons du Pays basque.

- 2011 : L'équipe 1 (Behasteguy-Bordenave-Alègre) gagne le tournoi préliminaire du Championnat de France Nationale B et se qualifie pour les phases finales de ce championnat. Mathieu Alègre est par ailleurs le premier joueur parisien à être sélectionné pour la finale du Masters de Grand Chistera, qu'il remporte avec Echeverria (Hasparren) et Marcel (Biarritz) le 18 septembre au Fronton Chiquito de Cambo.
- 2013 : L'équipe 1 (Béhasteguy-Kariotoglou-Alegre) arrive en finale de l'Open Challenge de Grand Chistera et remporte chez elle la seconde édition du Trophée de Boulogne.